# Chiesa di San Biagio a Cavagliano
La chiesa di San Biagio a Cavagliano è un luogo di culto cattolico situato nel territorio comunale di Prato, sulle pendici della Calvana, presso la frazione di Cavagliano. È una chiesa sussidiaria della parrocchia di Santa Maria Assunta a Filettole.

## Storia e descrizione
L'edificio religioso è situato poco fuori dall'abitato e la sua presenza è documentata in una mappa del 1584.
Ad aula unica, col fianco destro addossato ad un fabbricato di cui si conservano i resti, tra i quali anche un edificio turriforme all'estremità anteriore destra; originariamente la facciata del complesso era preceduta sul lato anteriore da un portico ligneo, la cui esistenza era ancora documentata in fotografie scattate alla fine degli anni cinquanta del secolo scorso.
Attualmente l'edificio religioso si presenta sotto forma di ruderi, col campanile a vela che si eleva sul lato sinistro del prospetto anteriore con due celle campanarie ad arco tondo; sulla parte alta della facciata anteriore sono visibili i resti dell'originaria finestra quadrangolare incavata nella parete. Il portale d'ingresso era preceduto da una serie di gradini, mentre il prospetto posteriore si caratterizza per la presenza dell'abside semicircolare.
Il tetto della copertura sommitale risulta oramai interamente crollato.